# Dwayne Sandy
Dwayne Sandy (sinh ngày 19 tháng 2 năm 1989) là một cầu thủ bóng đá thi đấu cho Đội tuyển bóng đá quốc gia Saint Vincent và Grenadines.

## Sự nghiệp quốc tế
Anh từng thi đấu ở cấp độ U-20 và U-21 cho St Vincent trong những năm trước.

## Danh hiệu
- NLA Premier League Goalkeeper Of The Year; 2010–11